# Joost Schmidt

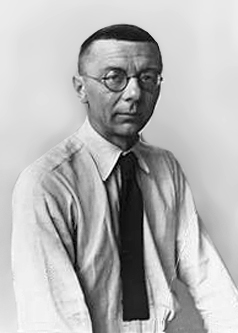
Joost Schmidt, Dessau 1932.

Joost Schmidt (5. ledna 1893 Wunstorf – 2. prosince 1948 Norimberk) byl německý profesor a představitel výtvarné školy Bauhaus.

## Život
Jeho umělecká kariéra začala ve Wunstorfu u Hannoveru, kde se také narodil. Roku 1910 začal studovat malbu na Akademii výtvarných umění ve Výmaru jako žák Maxe Thedyho, kde získal diplom již v roce 1913 a o rok později byl nominován na magistra. Po válce roku 1919 pokračoval ve studiu s plně hodnotnou uměleckou kvalifikací. V roce 1921 se vrací do Výmaru a společně se svojí ženou Helene Schmidt-Nonné se věnuje kresbě i architektuře. V rámci sochařské dílenské praxe se podílel na výstavbě a komplexním zařízení berlínské vily Sommerfeld. Pro ni vytvořil vstupní dveře i rám. V roce 1923 navrhl plakát k výstavě Bauhausu a reliéfy na hlavní budově. Jako nadaný typograf vyučoval v Bayerově tiskařské dílně písmomalířství a zároveň vedl sochařskou dílnu.

## Galleri

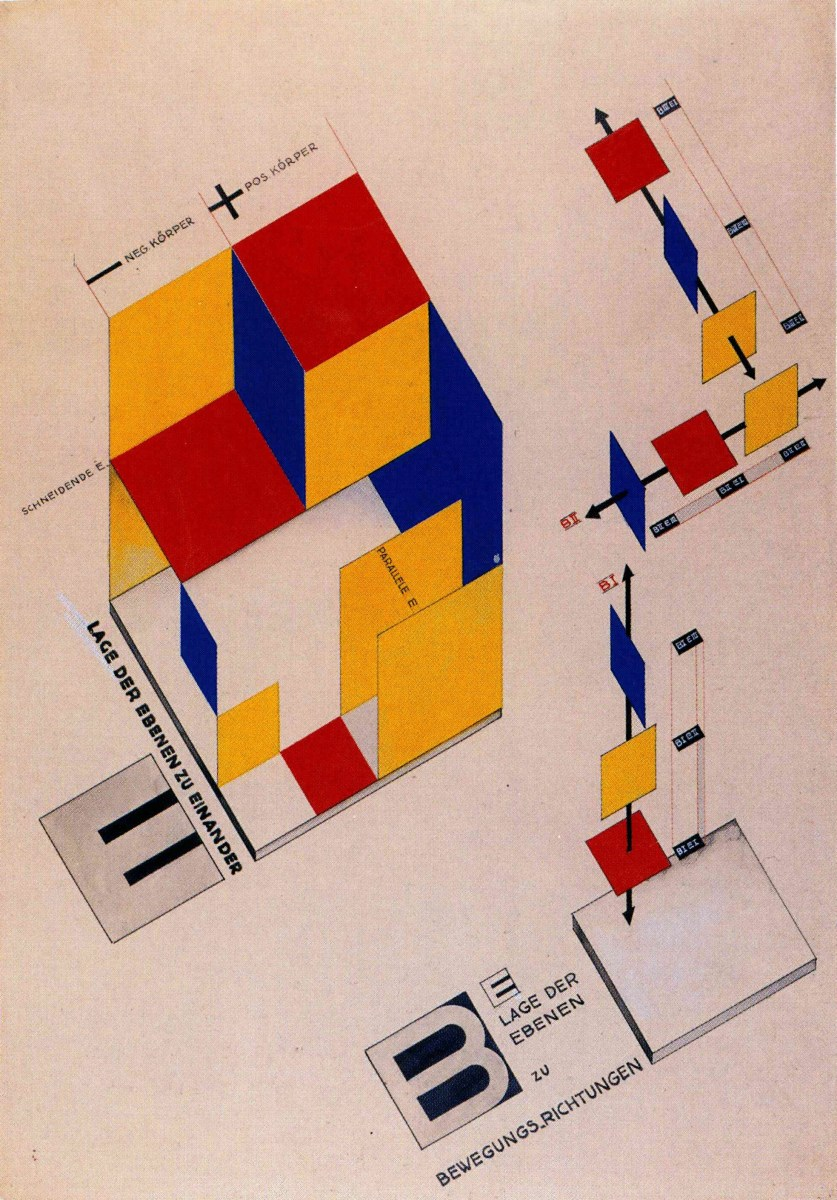
Mechanical stage design 1925.
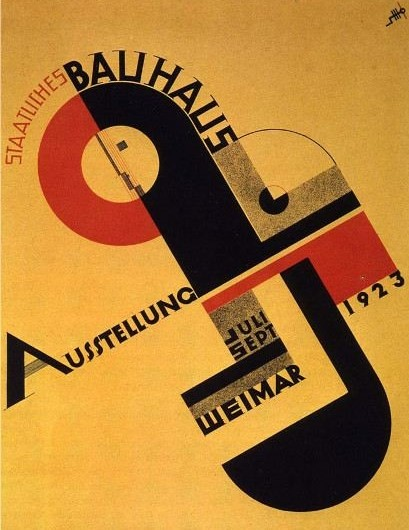
Design.
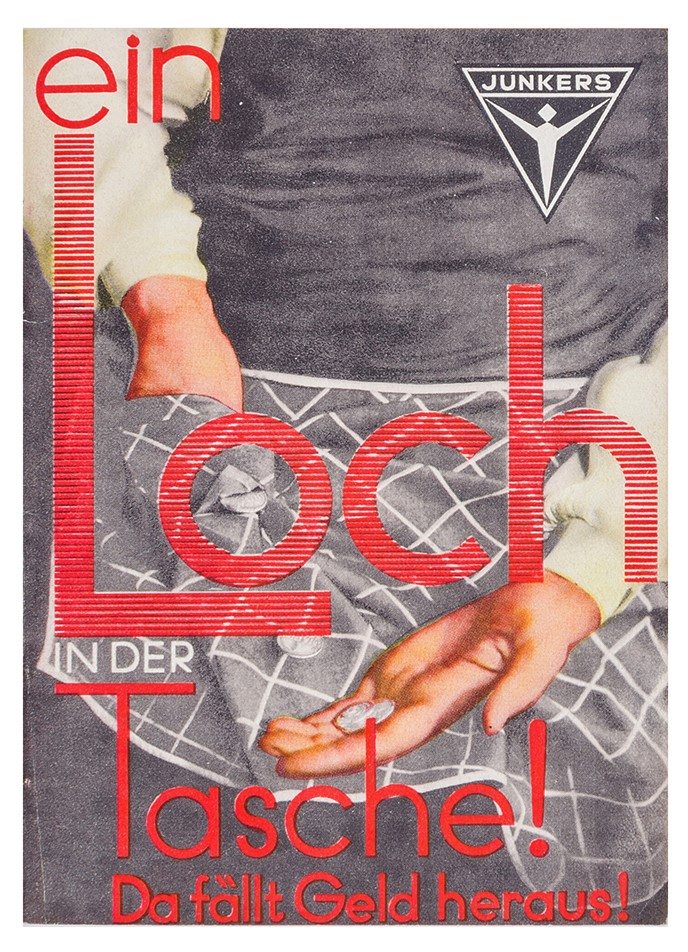
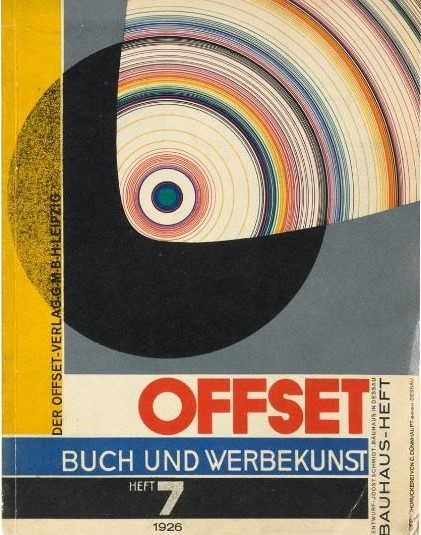